# 关中道
关中道，民国2年（1913年）设置的道，陕西三道之一。
关中道辖境约为以今西安市为中心的关中地区。其地隋唐属京兆郡、京兆府，明清属西安府。民国2年（1913年）废西安府设关中道。1914年2月废关中道置陕中道，治所、辖县与1914年6月所置关中道同。1914年6月改陕中道为关中道。民国17年（1928年）北洋政府内务部通令各地撤道。“关中道”一词在民间仍有沿用，成为地理名词，意同“关中”、“关中地区”。

## 中华民国时期关中道
关中道，治所驻长安县，下辖43县：长安县、咸阳县、兴平县、高陵县、临潼县、鄠县、蓝田县、泾阳县、三原县、盩厔县、渭南县、富平县、醴泉县、同官县、耀县、大荔县、朝邑县、郃阳县、澄城县、白水县、韩城县、华阴县、潼关县、华县、商县、蒲城县、雒南县、柞水县、凤翔县、岐山县、宝鸡县、扶风县、郿县、麟游县、汧阳县、陇县、邠县、栒邑县、淳化县、长武县、乾县、武功县、永寿县。